# Хунав
Хуна́в (чув. Хунав) — деревня в Канашском районе Чувашской Республики.  Входит в состав Хучельского сельского поселения.

## География
Находится в центральной части Чувашии, на расстоянии менее 3 км на восток по прямой от районного центра города Канаш на левом берегу реки Аниш.

## История
Известна с 1929 года как выселок. В 1939 году было учтено 106 жителей, в 1979 – 124. В 2002 году было 45 дворов, в 2010 – 45 домохозяйств. В 1929 был образован колхоз «Хунав», в 2010 году действовало ООО «Хучель».

## Население
Постоянное население составляло 78 человека (чуваши 88%) в 2002 году, 118 в 2010.